# Moana

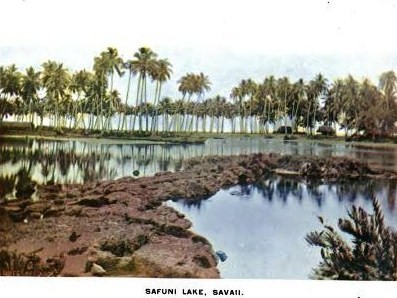
El llac Safune a la costa nord de Savai'i (Samoa, 1896)

Moana és una pel·lícula de l'any 1926 dirigida per Robert Flaherty i protagonitzada per Ta'avale i Fa'amgase.

## Argument
Savai'i és una de les illes muntanyoses de l'arxipèlag de Samoa (la Polinèsia) i el poble de la jove Moana, Safune, s'enclava davant l'oceà Pacífic. Enmig d'una natura que els dona prosperitat, la gent viu amb harmonia i feliç. Moana pesca en els esculls coral·lins i recull arrels per a fer pa. A més, també prepara trampes per a caçar senglars i altres animals.

## Context històric i artístic
Dos anys després d'haver rodat a les costes àrtiques Nanook of the North (1922), l'antropòleg, cartògraf i explorador estatunidenc Robert Flaherty i el seu molt reduït equip de cinema van arribar a la remota illa de Savai'i. Amb el suport econòmic del productor Jesse L. Lasky, que li donaria carta blanca, el documentalista va romandre en aquell edèn de la Polinèsia durant divuit mesos, convivint amb els nadius: gent senzilla i hospitalària que es va avenir a cooperar en el rodatge. El cineasta els projectaria una pel·lícula alemanya (Der Golem, wie er in die Welt kam, 1920) i s'entendria amb ells gràcies a les traduccions de Zialeley, neta del cap Seumanutafa. El cap havia estat amic i conseller de l'escriptor Robert Louis Stevenson, de qui en una seqüència es transcriuen els seus records en aquells bells paratges.
Com en altres llargmetratges seus, Flaherty se serviria d'un breu entrellat argumental per a mostrar la naturalesa primitiva, la vida, costums i rituals dels nadius de Samoa. Idealitzaria la noblesa, el valor i el coneixement ancestral dels illencs, gent capaç de viure feliç amb només allò que la natura els oferia. Així, és un estimable i molt valuós documental dramatitzat, una obra d'innegables valors etnogràfics, etnològics, humanistes, lírics i cinematogràfics.
Estrenat a Nova York el mes de febrer del 1926, aquest cant a la vida va tindre un molt tebi pas comercial a les pantalles americanes, si bé va obtindre una favorable acollida a Europa. Anys més tard, el pare del cinema documental retornaria als mars del Sud, rodant primer White Shadows in the South Seas (1928) i, a continuació, Tabu (1931), on va referir-se de nou a la relació de l'ésser humà amb la natura.

## Frases cèlebres
| « | Julie: "Senyor cranc, lladre! No tornaràs a enfilar-te als cocoters del meu pare." (Moana) | » |

## Curiositats
- El ritual del tatuatge que apareix a la pel·lícula ja havia desaparegut vers la dècada del 1920 i es va haver de recrear especialment per a la pel·lícula.[2]